# スイゲンゼニタナゴ
スイゲンゼニタナゴ（水原銭鱮、Rhodeus atremius suigensis） は、コイ目コイ科タナゴ亜科に属する淡水魚の一種。亜種名や和名の「スイゲン」は記載された魚の採取地である韓国の水原市に由来する。地方名はカメンタ（岡山県）。2002年（平成14年）から国内希少野生動植物種に指定されている。

## 形態
- 全長は約5cmで日本のタナゴの中では最も小型[4]。
- 背鰭の軟条は10-11分岐[5]。

よく似た亜種
非常によく似た亜種としてカゼトゲタナゴがいる。
両亜種は区別が困難であるが
- 体高は本種の方が低い
- 体側の青い縦条の前端は、スイゲンゼニタナゴはやや太いのに対し、カゼトゲは細い

といった相違点がある。

## 生態
雑食だが、動物食が中心である。
水の澄んだ流れのある中小河川の中・下流、川に接続する水路の砂泥底や砂礫底のところに5-20匹程度で一列になって群れる。湧水が豊富に存在する場所では流れがなくても生息する。
繁殖期は4-7月頃で、電球形の卵をイシガイやマツカサガイなどの流水性の小型淡水二枚貝に産み付ける。卵は35時間で孵化し、その20日後に産卵母貝から出て行く。約1年で成熟し、野生下の寿命は約2年である。

## 分布
国内では兵庫県千種川、岡山県、広島県芦田川に生息していたが、兵庫県では絶滅し、現在は岡山県の一部と広島県福山市のみに残存する。朝鮮半島西部にも生息するとされるが遺伝的に日本産のものと離れているため、海外では別種として扱われている。

## 保全状態評価
- 絶滅危惧IA類 (CR)（環境省レッドリスト）

- 国内希少野生動植物種

「種の保存法」により平成14年から国内希少野生動植物種に指定されているため朝鮮半島産のものも含めて無許可の採取、販売、展示、飼育などが全て禁止されている。
本種の生息を脅かす要因として以下の6つが挙げられる。
- 河川中・下流域や水路の改修による産卵母貝の減少[8]
- 水質汚濁
- オオクチバスによる捕食、タイリクバラタナゴとの競合など外来種の影響
- 本種の分布域に人為的に移入された近似種（カゼトゲタナゴ）との交雑
- 密漁
- 生息地の分断、個体数減少による遺伝的多様性の低下